# مازن الفراية
مازِن عبد الله هلال الفرّاية (1 أبريل 1969 -) عميد عسكري وسياسي أردني مواليد الجديدة في الكرك، يشغل منصب وزير الداخلية منذ مارس 2020، استلم المنصب بدايًة في حكومة بشر الخصاونة «7 مارس 2020 - 15 سبتمبر 2024» وعاد للمنصب بحكومة جعفر حسان في 18 سبتمبر 2024. بتاريخ 13 مارس 2021 وبعد حادثة مستشفى السلط كُلف بإدارة وزارة الصحة، واستمر حتى تعيين فراس الهواري في 29 آذار.
درس الفراية في الجناح العسكري في جامعة مؤتة وتخرّج منه عام 1992، وبعدها تلقّى عدة دورات عسكرية محلية وأجنبية. اشتهر خلال جائحة فيروس كورونا، فبعد إعلان منظمة الصحة العالمية أن فيروس كورونا أصبح «جائحةً»؛ شكّل الأردن خلية خاصة للتعامل مع الظروف المستجّدة عُرفت باسم «خلية أزمة كورونا»، وحينها عُين الفراية مديراً لعملياتها، كما تم تعيينه نائب رئيس المركز الوطني للأمن وإدارة الأزمات.

## الحياة الشخصية
وُلِد الفراية بقرية الجديدة في محافظة الكرك بتاريخ 1 أبريل 1969. والده العسكري عبد الله الفراية. مازن هو الأخ الأكبر لثلاثة أشقاء وخمس شقيقات. درس الفراية في مدرسة الجديدة وتخرّج منها عام 1987. تزوج عام 1994 ولديه خمسة أبناء؛ ثلاث بنات وابنان.

## الحياة العملية
أنهى الفراية دراسته الثانوية عام 1987، ثم التحق بجامعة مؤتة وحصل على البكالوريوس في العلوم العسكرية وتخرج من الجامعة عام 1992، كما نال على درجة البكالوريوس في الإدارة العامة من الجامعة نفسها، بعد تخرجه، حصل على عدة دورات عسكرية محلية وأجنبية، كما حصل على درجة الماجستير في الدراسات الاستراتيجية من الكلية الحربية الأمريكية، ودرجة الماجستير في العلوم العسكرية من كلية مبارك العبد الله للقيادة والأركان المشتركة.

### المناصب
أهم المناصب التي شغلها:
- رئيس شعبة العمليات في مديرية العمليات الحربية المشتركة.
- شارك في بعثة مراقبة الأمم المتحدة في جورجيا.
- ممثل الأردن في القيادة المركزية الامريكية.
- رئيس دائرة التخطيط وتطوير القدرات الدفاعية في مديرية التخطيط والتنظيم.
- مدير خلية عمليات أزمة كورونا.
- نائب رئيس المركز الوطني للأمن وإدارة الأزمات.